# Jean-Marie Balestre
Jean-Marie Balestre (Saint-Rémy-de-Provence, 9 de abril de 1921 — Saint-Cloud, 27 de março de 2008) foi um dirigente esportivo francês. Presidiu a Fisa (Federação Internacional de Esporte Automobilístico) de 1979 a 1991 e dirigiu a FIA entre 1986 e 1993, ano em que perdeu a eleição da entidade para Max Mosley.

## Biografia
As atividades de Balestre durante a Segunda Guerra Mundial nunca foram esclarecidas. Embora Balestre sempre alegou que trabalhava para a resistência, contra os nazistas, há notícias de que teria sido membro da SS francesa e que tenha sido preso pelos aliados. Recebeu, ao final da década de 60, a Legião de Honra do governo francês. Fundou um jornal de automobilismo e em 1952 fundou a Federação Francesa de Automobilismo. Foi presidente da Federação Internacional de Automobilismo Esportivo de 1978 a 1991 e da Federação Internacional de Automobilismo de 1986 a 1993.

## Controvérsia em 1989
Jean-Marie Balestre era um dirigente extremamente autoritário e ficou famoso pelo episódio envolvendo Ayrton Senna e Alain Prost no Grande Prêmio do Japão, em 22 de outubro de 1989, de Fórmula 1. A prova disputada no tradicional Circuito de Suzuka, com Senna e Prost brigando pelo título e Senna precisava vencer para levar a decisão para a última etapa, o Grande Prêmio da Austrália. Nas voltas finais da corrida, Senna tenta a ultrapassagem por dentro da chicane, onde fica a antepenúltima curva antes da reta dos boxes, e Prost atinge a lateral do carro de Senna, levando os dois carros a parar na caixa de brita ao lado da chicane. Prost sai do carro, mas Senna continua na prova. Alguns fiscais de prova ajudam Senna a voltar, empurrando o carro para trás, e depois para frente, na direção da chicane. Nesse momento inicia-se a polêmica, Senna volta à pista pela escapatória, o que seria proibido por se tratar de um atalho, mas o regulamento não deixava isso tão claro, pois não especificava exatamente em quais condições. O carro de Senna estava em uma posição que impossibilitaria a passagem dos outros pilotos por aquele trecho. No final, Senna vence a corrida mas nos bastidores é desclassificado, e o título acaba ficando com Prost, conterrâneo e grande amigo de Balestre (o que claramente levantou suspeitas sobre a entrega do título a Prost). O que se seguiu foi uma série de acusações para todos os lados. O que se comentava na imprensa brasileira na época era que Balestre queria dar o campeonato para seu conterrâneo Alain Prost e simultaneamente, dar um golpe fatal na carreira de Ayrton Senna, que acusava veementemente a FIA, então comandada por Balestre, de manipular o campeonato. Ron Dennis, então chefe da McLaren, declarou numa entrevista que estaria disposto a entrar na justiça comum, se fosse necessário, para tentar reaver a vitória de Ayrton Senna no Grande Prêmio do Japão. Balestre, então, ficou tão indignado que aplicou uma punição de seis meses com sursis a Ayrton Senna e ameaçou até a tirar a equipe McLaren da Fórmula 1, caso não houvesse uma retratação pública de Ayrton Senna e Ron Dennis perante à imprensa. Anos mais tarde, em 1996, já fora da presidência da FIA, Balestre admitiu que beneficiara o compatriota naquele final de campeonato.
Como reflexo das atitudes de Balestre, no Grande Premio do Brasil de Fórmula 1, em Interlagos, em 1990, o francês sofreu uma histórica chuva de vaias e xingamentos.